# Hotel Ritz-Carlton Gran Caimán
El Hotel Ritz-Carlton Gran Caimán (en inglés:Ritz-Carlton Grand Cayman) es un hotel de lujo en Georgetown, Islas Caimán, operado por el Ritz-Carlton Hotel Company. Se encuentra en Seven Mile Beach. El hotel fue nominado a Leading Hotel Residences en el Caribe y Leading Hotel Suite del Caribe en 2013, en la 20 World Travel Awards. El hotel de lujo está situado en un área de 144 hectáreas que se extiende desde playa de Siete Millas, un tramo de arena blanca a lo largo de las aguas del Caribe, con un estrecho en el norte. El hotel consta de dos edificios situados a ambos lados de la avenida que corre paralela a la playa de Seven Mile. El vínculo entre las dos alas es proporcionado por una pasarela que se controla climáticamente. El hotel también incluye un campo de golf, diseñado por Greg Norman.